# Miljenko i Dobrila
Miljenko i Dobrila su tragični ljubavnici iz Kaštel Lukšića.

## Legenda o ljubavnicima
Trogirske plemićke obitelji Vitturi i Rosani imali su posjede i kaštele (utvrde) u Kaštel Lukšiću. Plemićka obitelj Vitturi imala je kći Dobrilu, a plemić Rušinić (Rosani) sina Miljenka. Među njima se razvila ljubav, ali obiteljska svađa prisilila ih je da se potajno vole i sastaju. Nakon što prekida vjenčanje Dobrile i Dražimira, koje je dogovorio Dobrilin otac, Miljenko je prognan u samostan Visovac. Dobrila bježi od kuće i sastaje se s Miljenkom. Saznavši za bijeg roditelji se pomire i pošalju glasnike ljubavnicima s porukom da se vrate kući i vjenčaju. Dobrilin otac obuzet mržnjom ubije zeta. Ubojstvo se dogodilo poslije vjenčanja na pokretnom mostu ispred Vitturijeva dvorca. Dobrila od velike tuge izgubi razum i nakon kratkog vremena umre. Zajedno su pokopani u crkvici sv. Ivana u Rušincu, umjesto imena nad grobom im stoji natpis u kamenu "Pokoj ljubovnikom".

## Obrade legende
Iako je sačuvano malo podataka koji bi osvijetlili aktere i tragičan događaj, narod Kaštela je usmenom predajom prenosio legendu o Miljenku i Dobrili. Trogirski posjednik vinograda u Kaštelanskom polju Marko pl. Kažotić u predgovoru svog romana „Miljenko i Dobrila“ navodi: ...Namjerio sam se na jednu legendu bezimenog pisca, napisanu ilirskim (hrvatskim) jezikom oko 1679. godine, po kojoj sam poduzeo da ispripovjedim događaj... U Zadru na talijanskom jeziku objavljuje roman „Miljenko i Dobrila“, iako pisan na talijanskom roman se smatra kao hrvatsko romantičarsko djelo. Prvi pokušaj prijevoda Kažotićeva romana započeo je hrvatski pisac i državnik Ivan Mažuranić, u tijeku rada Mažuranić umire, ostavivši 25 strana prijevoda (danas se u rukopisu čuva u sveučilišnoj knjižnici biblioteci u Zagrebu pod br.R-5864). Najveću popularnost roman je doživio u Dalmaciji, kada je Kažotićev roman „Miljenko i Dobrila“,  preveden na hrvatski jezik, zaslugom Bartula Matijace, učitelja iz Kaštel Lukšića. Prvu dramsku obradu napisao je Matija Ban i to u dvije verzije „Miljenko i Dobrila“ i „Smrt kneza Radoslava“. Arturo Porlitz u Trstu objavljuje lirsku dramu „Miljenko“. Libretist iz Padove Antonio Ghislanzoni (napisao je libreto Verdijeve opere „Aida“) i skladatelj Salvatore Strino Napolitanac stvorili su prvu operu „Miljenko i Dobrila“. Grgo Zarbani 1909.  na talijanskom objavljuje melodramu „Milenko i Dobrila“. Slikar Paško Vučetić Paskoje napravio je sliku na temu kaštelanski ljubavnici. Na hrvatskom jeziku Milivoj Koludrović skladao je operu „Miljenko i Dobrila“, na preporuku skladatelja Jakova Gotovca izvedena prvi put u HNK u Splitu. Filmski scenarij na temu kaštelanskih ljubavnika napisao je Tomislav Antunović. Crtač stripova Baker i tekstopisac Eterović u nastavcima su tijekom 1968. u listu „Vjesnik“ iz Zagreba, izdaju strip po romanu „Miljenko i Dobrila". 
Godine 1964. Na Splitskom festivalu „Melodije Jadrana“ izveden je šlager Zdenka Runjića u izvedbi Tereze Kesovije pod nazivom „Legenda o Miljenku i Dobrili“.
Klapa Sveti Juraj HRM snimila je na temu tragične ljubavi Miljenka i Dobrile video spot za pjesmu „Ružo crvena”. Video je snimljen na povijesnim lokalitetima dvorca Vitturi u Kaštel Lukšiću, dvorca Kaštilca u Kaštel Gomilici i pored starohrvatske crkvice sv. Jurja iz Raduna u Kaštel Starom. Unutrašnje scene Dobrile su snimane u palači Derossi u Trogiru.